# Station Manchester Airport
Manchester Airport is een spoorwegstation van National Rail bij de luchthaven Manchester Airport in Ringway, Greater Manchester in Engeland. Het station is eigendom van Network Rail en wordt beheerd door First TransPennine Express en Manchester Metrolink (trams). Het stationsgebouw is onderdeel van de luchthaventerminal.

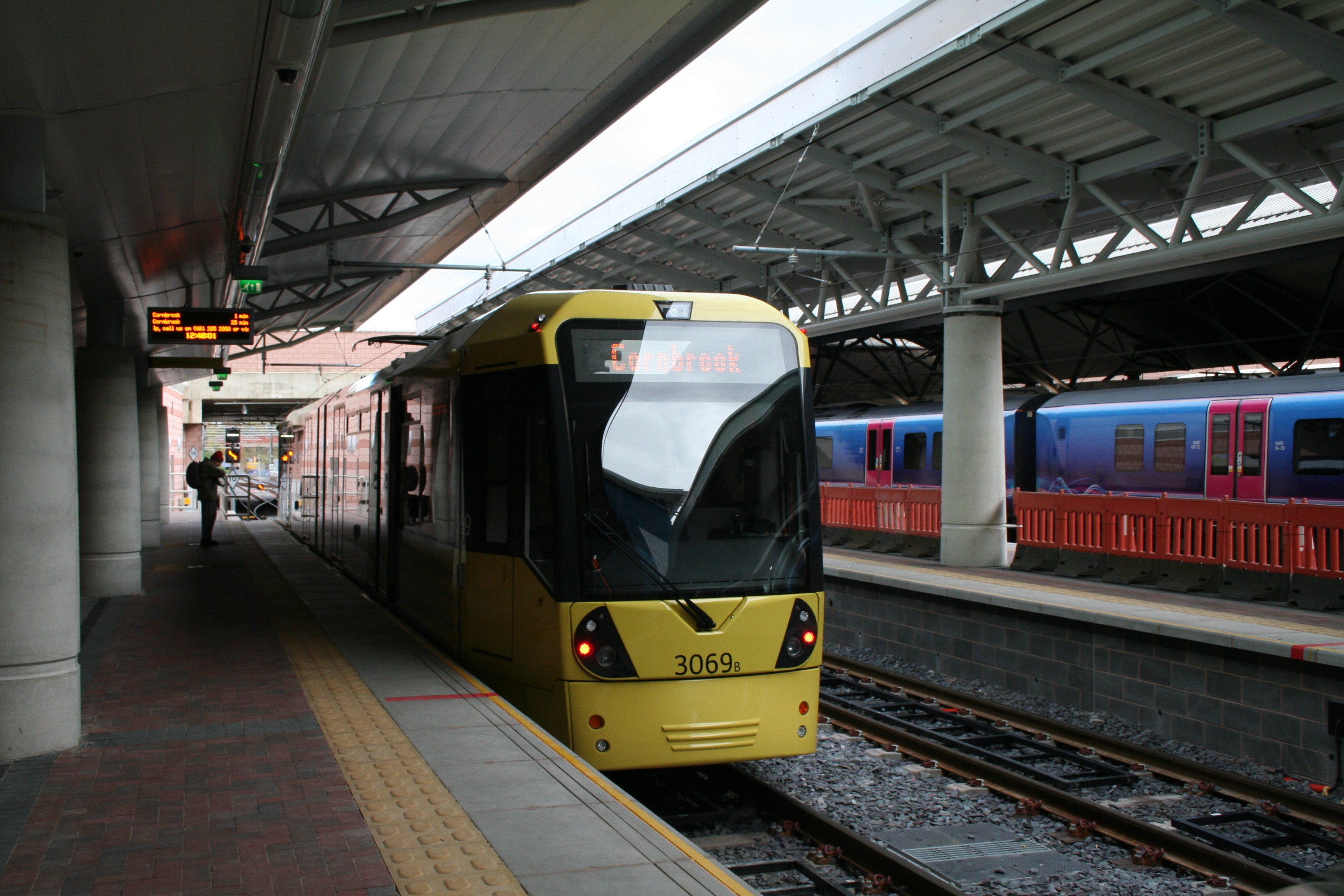
Metrolink